# Barbara Neely
Pour les articles homonymes, voir Neely.
Barbara Ann Neely, née le 30 novembre 1941 à Pittsburgh (Pennsylvanie) et morte le 2 mars 2020 à Philadelphie, est une autrice et militante afro-américaine connue notamment pour ses romans policiers.

## Biographie

### Enfance et éducation
Barbara Neely, née à Pittburgh en 1941, est l'aînée de trois enfants. Ses parents Ann et Bernard Neely sont membres de la communauté Pennsylvania Dutch de Lebanon en Pennsylvanie,.
Elle fréquente d'abord une école primaire catholique où elle est la seule élève de sa classe d'enfants de dialecte allemand, issus de la communauté Pennsylvania Dutch, à parler couramment l'anglais. Elle est également la seule élève afro-américaine à fréquenter son école primaire et secondaire. En 1971, elle obtient un master en planification urbaine et régionale à l'université de Pittsburgh,.

### Activisme
Après avoir obtenu son diplôme, elle s'implique très activement dans l'activisme local et crée un programme de logement communautaire pour les femmes délinquantes dans un quartier de Pittsburgh, appelé Shady Side. Elle développe son programme qui devient le premier centre correctionnel communautaire pour femmes de Pennsylvanie alors qu'elle travaille pour l'administration pénitentiaire de cet État,.
En 1981, Barbara Neely publie sa première nouvelle Passing the World dans le magazine Essence. Elle s'installe peu de temps après en Caroline du Nord où elle commence à écrire pour Southern Exposure et à produire des émissions de radio pour African News Service. Son engagement dans le militantisme se poursuit : elle devient directrice du YWCA de Pittsburgh, coordinatrice des services aux familles pour ABCD (Action for Boston Community Development) Head Start, directrice exécutive de Women for Economic Justice, cofondatrice (avec Loretta Ross notamment) de Women of Color for Reproductive Freedom et animatrice de Commonwealth Journal sur Boston Radio. Elle prend également part à une étude évaluative de l'Institute for Social Research.

### Romans policiers
Dix ans après Passing the World, Barbara Neely publie une série de quatre romans policiers : Blanche tire sa révérence, (1992), Blanche et les Seigneurs (1994), Blanche fait le ménage (1998) et Blanche Passes Go (2000). L'héroïne de Neely, Blanche White, se distingue surtout par son apparence physique et sa profession : c'est une femme noire de forte corpulence et à la peau foncée qui travaille comme femme de ménage. Blanche se sert de son travail pour entrer dans la vie privée de ses employeurs. Elle parvient alors à y débusquer les mensonges et demi-vérités pour résoudre des énigmes là où la police officielle est sans ressource.
Dans ses romans, Barbara Neely aborde des questions telles que la violence domestique à l'égard des femmes et le viol. Son œuvre traite également du racisme, du classisme, du sexisme, de la grossesse chez les adolescentes et de la corruption du gouvernement et de la politique, aux États-Unis, à travers le personnage principal de Blanche White.

### Décès
Barbara Neely meurt le 2 mars 2020, à Philadelphie, à la suite d'une brève maladie,.

## Œuvre

### SérieBlanche White
- Blanche on the Lam (1992) Publié en français sous le titre Blanche tire sa révérence, Paris, Librairie des Champs-Élysées, coll. « Le Masque » no 2270, 1996 ; réédition sous le titre Blanche se fait la malle, Paris, Cambourakis, 2024  (ISBN 978-2-36624-848-7)
- Blanche Among the Talented Tenth (1994) Publié en français sous le titre Blanche et les Seigneurs, Paris, Librairie des Champs-Élysées, coll. « Le Masque » no 2346, 1997 ; réédition, Paris, Cambourakis, 2024  (ISBN 978-2-36624-923-1)
- Blanche Cleans Up (1998) Publié en français sous le titre Blanche fait le ménage, Paris, Librairie des Champs-Élysées, coll. « Le Masque » no 2435, 2000 ; réédition, Paris, Cambourakis, 2025  (ISBN 978-2-36624-975-0)
- Blanche Passes Go (2000)

### Nouvelles
- Passing the Word, in Essence  (1981)
- Rosie and Me, in The Things that Divide Us (1985)
- My Soul is a Witness, in Terry McMillan(ed.) Breaking Ice : An Anthology of Contemporary American Fiction (1990)
- The Dog Who Remembered Too Much, in Tar Heel Dead : Tales of Mystery and Mayhem from North Carolina (2005)

## Prix et distinctions
- Prix Agatha 1992 du meilleur premier roman pour  Blanche on the Lam[13]
- Prix Macavity 1993 du meilleur premier roman pour  Blanche on the Lam[14]
- Prix Anthony 1993 du meilleur premier roman pour  Blanche on the Lam[15]
- Grand Master Award 2020[16]

Barbara Neely meurt seulement quelques semaines avant le banquet du 30 avril 2020 de remise du Grand Master Award. Un an plus tard, l'association Mystery Writers of America crée un programme de bourses pour les auteurs noirs de romans policiers, l'une pour un auteur déjà publié et l'autre pour une première publication.

### Source
- (en-US) Rosemary Herbert, Whodunit? a who's who in crime & mystery writing, New York, Oxford University Press, 2003 (ISBN 978-0-19-803582-4, 978-0-195-15761-1 et 978-0-195-15763-5, OCLC 252700230), p. 140.